# Projectminister
Een projectminister is in Nederland een minister die verantwoordelijk is voor een bepaald project of onderwerpen die niet binnen een bepaalde portefeuille valt of dermate beperkend onderwerp betreft dat het tot afname kan leiden van het brede aandachtsgebied.
Het is feitelijk een minister zonder portefeuille, die niet de leiding heeft over een departement, maar wel verantwoordelijk is voor een bepaald beleidsterrein. Soms wordt een projectminister ook wel een programmaminister genoemd, of vice versa. Het eigenlijke verschil is dat een projectminister meestal een nauwer onderwerp overziet ten aanzien van het beleidsterrein, terwijl een programmaminister een programma overziet dat uit meerdere projecten of onderwerpen (vaak gekoppelde onderwerpen) kan bestaan. Een project is gericht om in een redelijk voorspelde tijdsduur kwantificeerbaar resultaat te realiseren. Volgens de losse richtlijnen van de overheid heeft zo'n project meestal een doorlooptijd van minder dan twee jaar. Maar ook langere projecten kunnen bestaan. In de meeste gevallen maakt een project deel uit van een lijnorganisatie.